# Castelli di ghiaccio - Vivere per un sogno
Castelli di ghiaccio - Vivere per un sogno (Ice Castles), noto in Italia anche con il titolo Castelli di ghiaccio, è un film direct-to-video del 2010 diretto da Donald Wrye, remake dell'omonimo film del 1978 diretto dal medesimo.

## Trama
Lexi Winston vive in una fattoria con suo padre in Iowa. Un giorno, un allenatore di pattinaggio si accorge del suo talento è la invita a trasferirsi a Boston. La ragazza lavora sodo per raggiungere il suo obbiettivo e, nelle selezioni, vince la competizione ed è pronta per andare alle nazionali. Decide però di prendersi una pausa e, durante questa, batte violentemente la testa sul ghiaccio e si risveglia non vedente. Il fidanzato di Lexi, Nick, decide di smettere di giocare ad hockey, la sua passione, per aiutare la giovane. Quest'ultima, dopo un periodo di sconforto, riprende finalmente a pattinare e, alla fine, và alla competizione nazionale, con il pubblico all'insaputa della sua cecità.

## Distribuzione
- 9 febbraio 2010 negli USA
- 23 febbraio 2010 in Italia e nei Paesi Bassi
- 24 febbraio 2010 in Australia e in Svezia
- 27 aprile 2010 in Spagna (Castillos de hielo - Triunfo de la pasión)
- 1º maggio 2010 in Canada